# История почты и почтовых марок Швеции
История почты и почтовых марок Швеции охватывает ранний (домарочный), классический (марок XIX — начала XX века) и современный периоды. Начиная с 1855 года Швеция издаёт собственные почтовые марки, а с 1875 года входит во Всемирный почтовый союз (ВПС). Почтовые операции в стране осуществляет компания Posten AB.

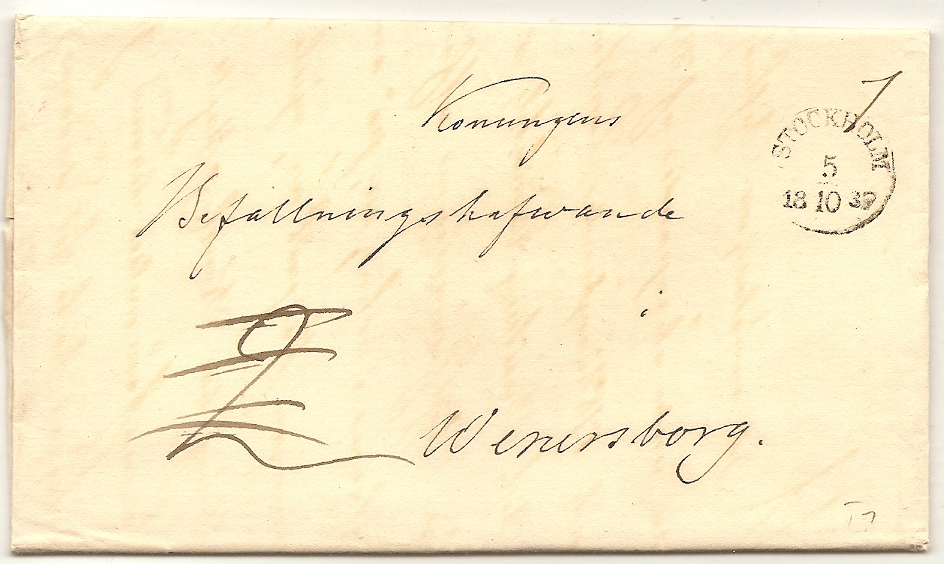
Домарочный почтовый конверт, отправленный из Стокгольма (1839)

## Ранняя история почты
История почты Швеции в современном понимании начинается в XVII веке. Предшественником регулярной шведской государственной почтовой службы «Постен» (швед. Posten) было Королевское почтовое управление (Kungliga Postverket), основанное в 1636 году по инициативе канцлера Акселя Оксеншерна (Axel Oxenstierna). 20 февраля 1636 года был издан указ о почте опекунского правительства королевы Кристины, в котором говорилось:
Мы, Кристина, Божией милостью избранная правительница и Княгиня-Наследница Шведов, Готов и Венедов, <…> объявляем, что Мы милостиво соизволили устроить во всех провинциях по всему нашему государству надёжную и регулярную почту <…>. Дано в нашем замке в Стокгольме февраля 20-го, в году 1636.

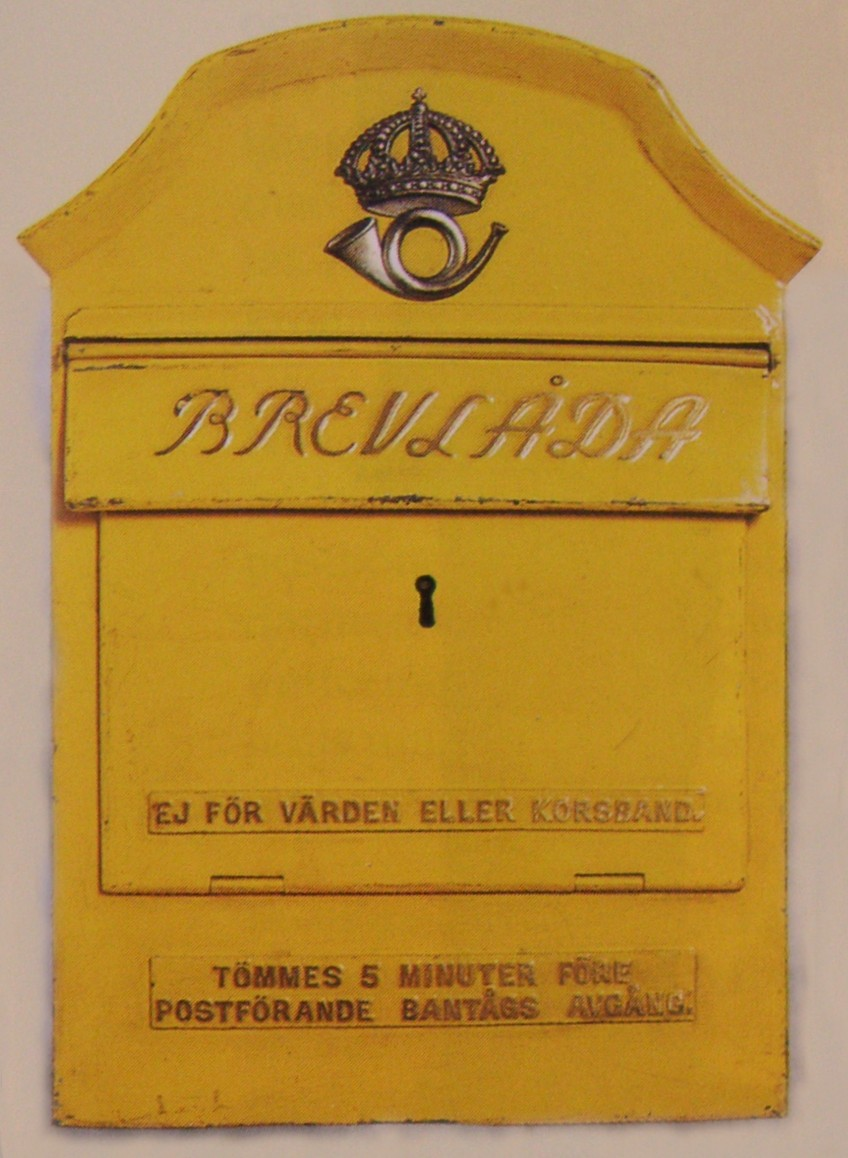
Старинный почтовый ящик с эмблемой почтового ведомства Швеции (1905)

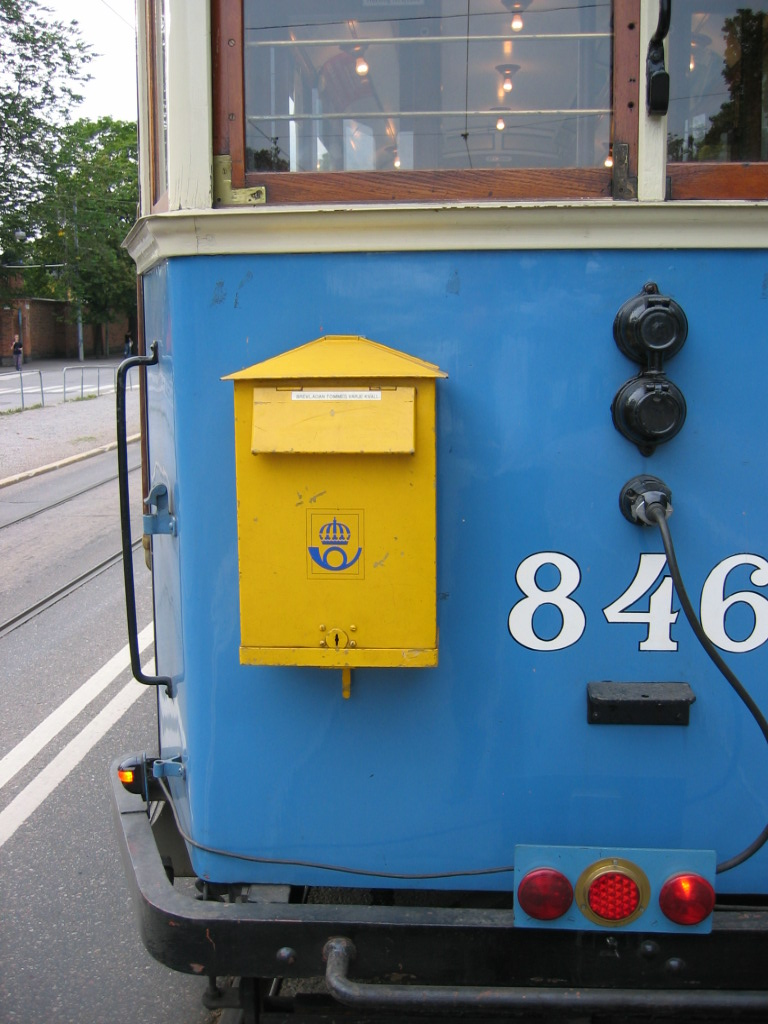
Современный почтовый ящик на стокгольмском трамвае

Первым директором почт в Швеции стал Бейер (Beyer), а его сын, Иоган-Габриель Бейер (1645—1705), известный также как поэт, был вторым директором почт.
К XVIII веку почтовая служба действовала повсюду в стране. Для писем стали использовать штемпели с изображением короны и буквами «B» («Betald» — «оплачено») или «F» («Fri» — «свободно»). В конце XVII века в Стокгольме был введён штемпель с названием города.
С середины XVIII века на письма к восковой печати стали прикреплять перо птицы, для уведомления почтовых служащих о необходимости срочной доставки отправления, что было отличительной чертой шведских почтовых отправлений в прошлом.
Перевозка как почтовых тюков, так и пассажиров лежала на обязанности известных категорий землевладельцев, получавших за это сравнительно ничтожное вознаграждение. Повинность эта была отменена в 1870 году. С этого времени шведская почта стала добывать необходимые ей перевозочные средства путём свободного соглашения с частными предпринимателями. До конца XIX века почтой, не соединённой с телеграфной службой, ведало главное управление, подчинённое министру финансов. Окружных установлений не было.
Швеция была в числе первых государств, подписавших 9 октября 1874 года Всеобщую почтовую конвенцию, а позднее присоединилась к ВПС (с 1 июля 1875 года) и соглашениям о почтовых поручениях (1885) и о газетной операции (1891). Швецией были также заключены соглашения о взаимном обмене денежных почтовых переводов с другими странами, в том числе с Россией (1904—1905).
По сведениям за 1894 год, в Швеции имелось 262 почтовых учреждения, что составляло одно почтовое учреждение на 194,8 кв. км и на 2164 жителей. Общее число отправлений равнялось 152 127 000 единиц, в том числе:
- 65 197 000 писем,
- 7 173 000 открытых писем (открыток),
- 75 711 000 произведений печати,
- 1 379 000 почтовых переводов и
- 765 000 посылок.

На одного шведского жителя приходилось 28,4 почтового отправления. Доход от шведской почты превышал расходы (в пересчёте на рубли Российской империи; положительная разница составила 3 337 640 рублей).

## Выпуски почтовых марок

### Классический период
О попытке внедрить в шведской почтовой системе в 1823 году особые знаки почтовой оплаты — предшественники почтовых марок — см. статью Треффенберг, Курри Габриель.
Первые почтовые марки Швеции, так называемые «Скиллинг Банко», вышли 1 июля 1855 года. Это была серия из пяти миниатюр, с номиналом в скиллингах банко, указанном прописью. Марки имели зубцовку, на них был изображён государственный герб Швеции и указано название страны — «SVERIGE» («Швеция»). Автором рисунка являлся граф П. А. Спарре. Одна из марок серии — номиналом в 3 скиллинга — в небольшой части тиража была ошибочно напечатана в оранжевато-жёлтом цвете (вместо зелёного). Эта марка, получившая название «Жёлтый трёхскиллинговик», известна в мире в единственном числе (в гашёном виде) и является самой дорогой коллекционной маркой в мире.
В 1858 году Швеция перешла на новую денежную единицу — риксдалер (riksdaler), равный 100 эре (öre). В связи с этим 1 июля 1858 года были выпущены марки такого же рисунка, как и в 1855 году, но с номиналом в новой валюте и немного меньшего размера.
В 1862 году на марках Швеции впервые появился графический сюжет — «Лежащий лев».
|                                                                            |                                     |                                               |
| 1855: марка номиналом в 3 скиллинга банко с ошибкой цвета, уникум (Sc #1a) | 1858: марка Швеции, 50 эре (Sc #12) | 1866: марка с рисунком «Лежащий лев» (Sc #14) |

В 1872 году в серии марок «Цифры в круге» была впервые в Швеции применена двухцветная печать. Миниатюра с самым высоким номиналом в 1 риксдалер была напечатана в коричневом и голубом цветах (в 1886 году эта марка была напечатана с номиналом, выраженным в новой шведской валюте — 1 крона). Среди марок 1872 года есть интересная разновидность: почтовая миниатюра номиналом в 20 эре известна с надписью «TRETIO» («тридцать») вместо «TJUGO» («двадцать»). Эта ошибка возникла в 1879 году при допечатке тиража. Известно всего 970 экземпляров таких марок. Серия «Цифры в круге» была повторена в 1886 году с напечатанным на задней стороне марки почтовым рожком голубого цвета (позже рожок стали печатать под слоем клея).
|                                                           |                                                   | |                                             |
| 1872: марки из серии «Цифры в круге» на вырезке из письма | 1872: первая марка с двухцветной печатью (Sc #27) | 1879: марка номиналом в 20 эре с ошибкой в надписи номинала — «тридцать» вместо «двадцать» (Sc #33a) | 1903: первая коммеморативная марка (Sc #66) |

Портрет короля — Оскара II — впервые появился на шведских марках в 1885 году.
В 1889 году на части тиража марок «Цифры в круге» номиналом в 12 и 24 эре была сделана первая надпечатка (Sc #50, 51), вызванная пониженем номинала (до 10 эре).
Марки первых выпусков были в обращении до 30 декабря 1910 года. Все они печатались в листах типографской печатью на бумаге ручного изготовления с водяным знаком «три короны». Все выпуски имеют большое количество разновидностей в связи с ошибками печати, толщиной бумаги и т. п. С 1904 года марки выпускались не только в листах, но и в виде буклетов.
В новой серии марок 1910 года использовался рисунок малого государственного герба (для низких номиналов) и портрет короля Густава V анфас. В дальнейшем на этих марках неоднократно делали надпечатки новых номиналов, в том числе для доплатных и почтово-благотворительных марок (1916) и марок авиапочты (1920).
Первая шведская памятная (коммеморативная) марка, изображавшая Центральную почтовую контору в Стокгольме, появилась в 1903 году в связи с её открытием. Коммеморативные марки Швеции продаются на почте всего несколько месяцев.

### Современный период

Почтовый блок Швеции(Sc #2517d) с изображением Греты Гарбо (2005) на обложке каталога «Facit Sverige» за 2007 год

В 1920 году шведская почта получила собственную типографию. Были приобретены машины для печати и разрезания бумажного листа. Полученные полоски с напечатанными марками свёртывались в рулон. Каждый рулон состоял из 100 или 500 знаков почтовой оплаты. Марки в рулонах имеют перфорацию с двух противоположных сторон. Выпуск их продолжается до настоящего времени. Среди рулонных марок встречаются перевёртки. Пары или тройки таких марок, из которых одна является перевёрнутой по отношению к другим, весьма редки и у коллекционеров стоят примерно в тысячу раз дороже обычных. Как правило, рулонные марки печатались в технике гравюры на стали.
В 1920-х годах шведская почтовая служба стала выпускать не только стандартные, но и памятные марки небольшого формата. Сюжетами для них служили портреты покойных шведских королей Густава II Адольфа (к трёхсотлетию передачи частной почты в общественную собственность), Густава Вазы (к трёхсотлетию войны за освобождение). Марки 1924 года, посвящённые VIII Всемирному почтовому конгрессу в Стокгольме и 50-летию ВПС, выпускались в листах с четырёхсторонней перфорацией.

Марка Швеции в честь лауреата Нобелевской премии Б. Мак-Клинток (1989)

Серии рулонных марок шведская почта выпускает также и в буклетах (тетрадках). Первоначально буклеты собирали вручную, а с 1940 года — машинным способом. С 1954 года для продажи буклетов стали использоваться автоматы. В связи с этим пришлось выпускать специальные буклеты с твёрдой обложкой (картон вместо бумаги).
С 1961 года выходят марки с портретами лауреатов Нобелевской премии.
В 1969 году был напечатан первый шведский почтовый блок из пяти марок, посвящённый 100-летию со дня рождения живописца Ивана Агуэли.
С 1979 года почтовое ведомство Швеции выпускает марки со скидкой. Это стандартные знаки почтовой оплаты с символическим рисунком без указания номинала (1979—1980 годы), или с гербами провинций и с номиналом в 1,40 кроны (1981—1982 годы). Они издаются в буклетах из 20 марок, и каждая шведская семья имеет право приобрести по сниженной цене два буклета в год. Марки могут быть использованы для оплаты открытых и простых писем внутри страны.
5 октября 1991 года шведской почтой была издана серия марок с изображением популярных шведских музыкантов — Лены Филипссон, Джерри Уильямса и группы Roxette. Марки были подготовлены с целью приобщения шведских детей к филателии. Одновременно в продажу поступила кассета со сборником песен представленных на марках артистов. Музыкально-филателистические сувениры можно было приобрести только в шведских почтовых отделениях, а средства от продажи кассеты пошли в фонд исследования раковых заболеваний. Позднее, во время записи американского телешоу «Сегодня вечером с Джеем Лено», участников группы Roxette Пера Гессле и Мари Фредрикссон спросили о том, как они относятся к своим изображениям на национальных почтовых марках. Пер в шутку заметил: «Здорово ощущать, что вся страна облизывает твою спину».
Шведские марки до 1890 года печатались типографским способом, а затем металлографией. Они отличаются высоким качеством полиграфии.
Только 5 % всех марок в Швеции продаётся коллекционерам, остальные используются непосредственно для почтовых нужд.

### Необычные марки
В августе 2001 года шведская почта выпустила первые в мире самоклеящиеся марки, отпечатанные способом металлографики. Серия из трёх миниатюр была посвящена рыбам, обитающим в морских водоёмах и прибрежных водах Швеции.

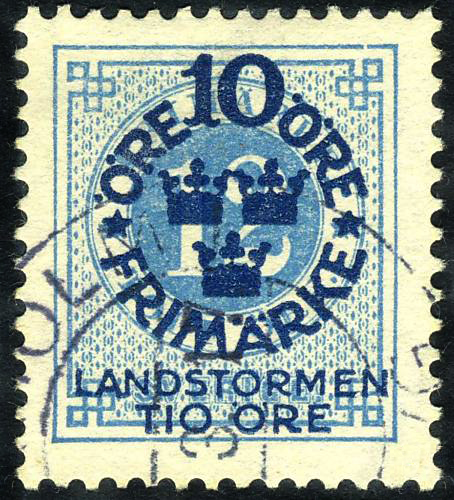
Почтово-благотворительная марка Швеции, 1916(Sc #B6)

## Другие виды почтовых марок
Кроме обычных почтовых марок, Швеция выпускала другие виды марок:
- почтово-благотворительные марки;
- служебные (Tjänstefrimärken) — для нужд государственных и правительственных учреждений;
- служебные (Postsaksmärken) — для официальных отправлений за границу; использовались также для бланков почтовых денежных переводов за границу;
- доплатные (Lösenfrimärken);
- ответные для воинских писем (Svarsmärken från militärbrev).

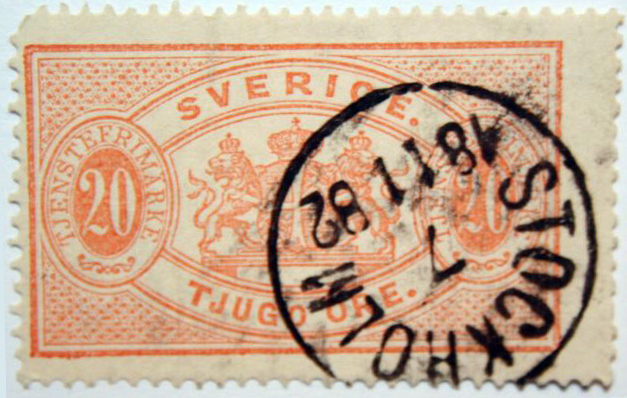
Служебная марка Швеции, 1874(Sc #O7)

### Почтово-благотворительные
Первые почтово-благотворительные марки вышли в 1916 году на нужды, связанные с Первой мировой войной. Они представляли собой надпечатки на марках 1872—1886 годов.

### Служебные

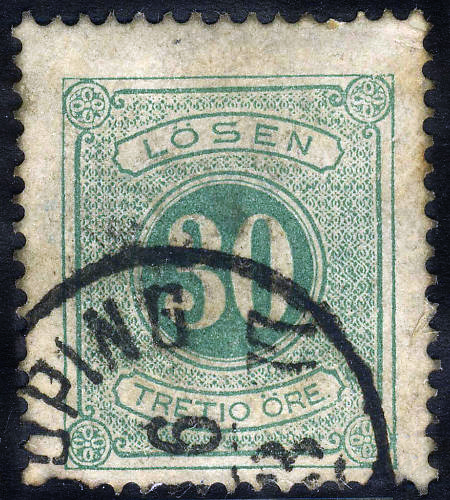
Доплатная марка Швеции, 1874(Sc #J9)

Служебные марки появились в 1874 году и использовались до 1 июля 1920 года. В настоящее время внутренняя служебная корреспонденция пересылается без марок, а международная оплачивается обычными марками.

### Доплатные
Доплатные марки выпускались в 1874—1877 годах и были изъяты из обращения 1 января 1892 года. Вместо них применяются обычные знаки почтовой оплаты, которые гасятся специальными штемпелями. Величина доплаты указывается на специальных наклейках зелёного цвета. Существует девять видов этих наклеек.

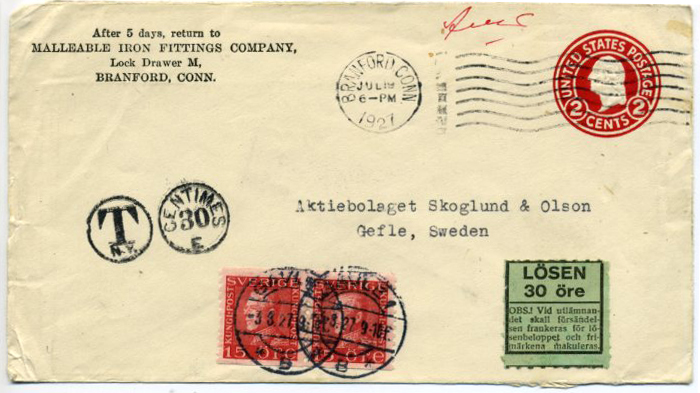
Маркированный конверт США, отправленный из Брэнфорд (Коннектикут) (Коннектикут, США) в Евле (Швеция) с доплатной наклейкой (1927). При получении письма взималась указанная на наклейке доплата в 30 эре, а на эту сумму на конверт были наклеены две стандартные марки Швеции номиналом в 15 эре каждая

### Авиапочтовые

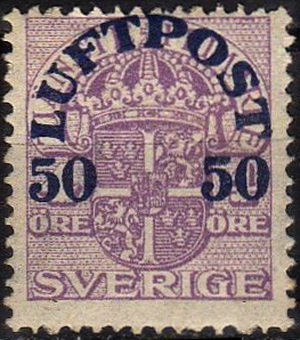
Первая авиапочтовая марка Швеции, 1920(Sc #C3)

В 1912 году появилась полуофициальная марка (Halvofficiella), которая использовалась для авиаписем, перевозимых самолётом 21, 22 и 26 сентября 1912 года. Продавалась она за 60 эре, кроме того, письмо должно было быть оплачено маркой в 10 эре. Остаток её был надпечатан 16 сентября 1937 года по диагонали «Silverjubileet 1937». Известно только восемь негашёных марок.

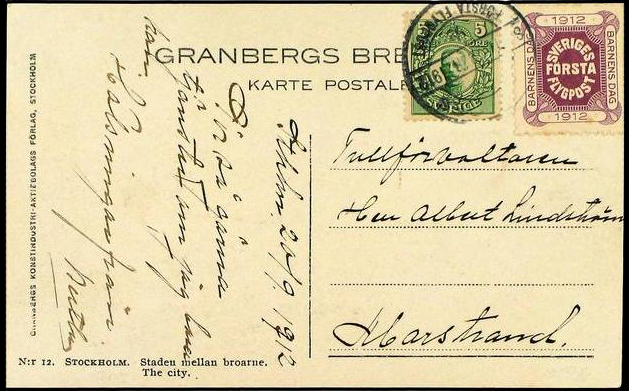
Почтовая карточка, франкированная стандартной маркой Швеции номиналом в 5 эре и полуофициальной авиапочтовой маркой без указания номинала, 1912

Первая серия авиапочтовых марок (Flygpostmärken) вышла в 1920 году. На служебных марках была сделана надпечатка текста «Luftpost» и нового номинала.
Всего с 1920 по 1930 год в Швеции вышло пять авиапочтовых марок.

### Марки полевой почты

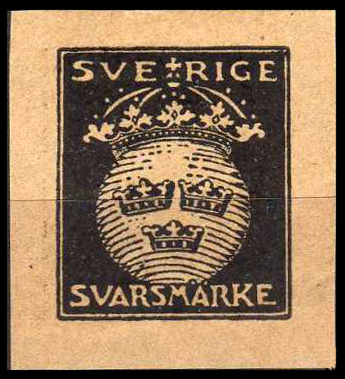
Ответная марка для воинских писем, 1929

С 26 сентября 1929 года по 1951 год в Швеции выпускались ответные марки для воинских писем. Каждый военнослужащий Шведской Армии получал еженедельно один конверт полевой почты. На его верхнем клапане была напечатана марка для ответа, обратная сторона которой была снабжена клеем. Марку вырезали из конверта и использовали для любого почтового отправления в армейский адрес.
С 23 декабря 1934 года по 17 февраля 1935 года в Саарской области в городе Мерциге работала шведская полевая почта. Вначале использовались саарские марки, затем шведские, а также маркированные почтовые карточки полевой почты. Они гасились штемпелем с надписью «Svenska Bataljonen Saar» («Шведский батальон. Саар»).

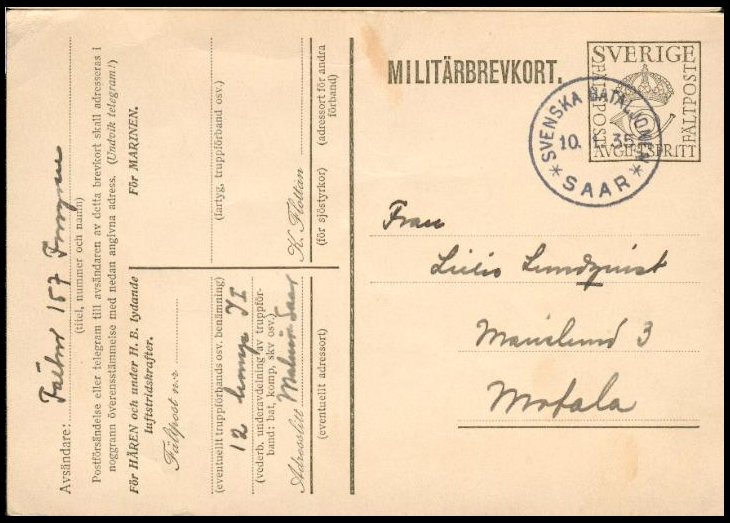
Маркированная почтовая карточка полевой почты Швеции с гашением
отделения полевой почты в Сааре (1935)

Шведские подразделения в войсках ООН имеют собственную почту и используют шведские марки и штемпели с соответствующими надписями.

### Телеграфные
В прошлом для оплаты телеграфных услуг в Швеции применялись телеграфные марки с надписями швед. «Kongl. Telegrafverket» или «Kungl. Telegrafverket» («Королевская телеграфная администрация»).

### Автоматные
С апреля 1991 года в Швеции начали использоваться автоматные марки.

### Цифровые
С 2011 года почтой Швеции (и одновременно Дании) введена новая система оплаты почтовых отправлений — с помощью «цифровых марок». Оплата производится через SMS, посредством сообщения «porto» на короткий номер 1900. После этого на телефон отправителя присылается цифровой код. Его можно распечатать либо непосредственно на конверте (в том месте, где обычно расположена почтовая марка), либо на отдельном листе бумаги с последующим вырезанием и наклеиванием на любом виде отправления — бандероли, посылке или открытке, не подходящей для распечатки на принтере.

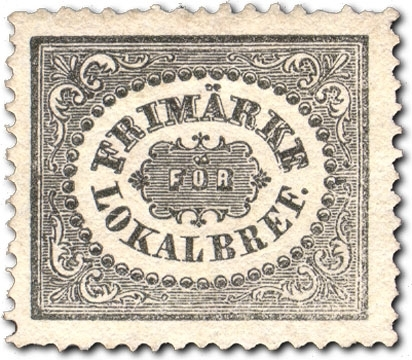
1856: марка для местного (городского) письма(Sc #LX1)

## Локальная и частные почты
Городские почты
В июле 1856 году поступила в обращение безноминальная марка для оплаты почтовых отправлений в пределах Стокгольма — так называемый «Чёрный провизорий». На марке имеется надпись «Frimärke för lokalbref» («Марка для местного письма»). Продавалась она за 1 скиллинг банко, а с 1 июля 1858 года — за 3 эре. В 1862 году была переиздана в изменённом цвете — коричневая вместо чёрной.

Марка локальной почты «Kiruna Mail» с изображением церкви Кируны

С конца XIX века в Швеции существовали частные городские почты, выпускавшие собственные марки и цельные вещи (Гётеборг, Мальмё, Хельсингборг и др.). Все частные почты были закрыты в июле 1947 года.
Кируна
В городе Кируна с 1900 года работает локальная почта «Kiruna Mail», которая занимается сбором и доставкой корреспонденции из города до отделения государственной почты. С 1997 года выпускаются собственные марки без указания номинала. Стоимость доставки письма до государственной почты в 2000 году составляла 3,50 кроны.

## Цельные и целые вещи
Первая шведская цельная вещь появилась 1 января 1879 года. Это был маркированный конверт, в правом верхнем углу которого была напечатана стандартная марка номиналом в 12 эре. Известны также конверты с напечатанными марками в 6 и 10 эре; таковые номиналом в 2 эре, по-видимому, были конвертами местной почты.
Шведская почта выпускала другие цельные вещи:
- аэрограммы (в том числе безноминальные),
- почтовые карточки (в том числе официальные) — одинарные и двойные.

В Швеции также официально издаются конверты первого дня и картмаксимумы, относящиеся к целым вещам. Первый конверт первого дня был выпущен для марок 1928 года — к семидесятилетию короля Густава V. В 1981 году вышел первый официальный шведский картмаксимум («История шведского кино»).

## Художники марок
Одним из известных художников и гравёров шведских марок является поляк по происхождению Чеслав Сланя (1921—2005), который начал создавать рисунки и печатные формы для шведских марок в 1959 году и со временем достиг в своём ремесле выдающихся успехов.

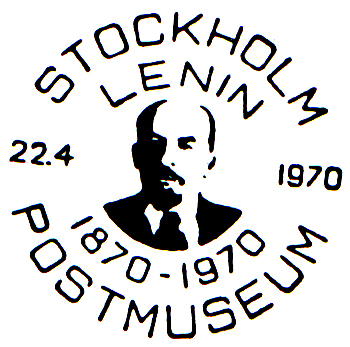
Специальное гашение, применявшееся во время филателистической выставки в Стокгольмском почтовом музее (1970)

## Развитие филателии
Коллекционеров шведских марок обслуживает специальная секция почтового ведомства страны. В Швеции издаются информационные листы, брошируемые в специальную обложку с разъёмными зажимами. Они сообщают о каждой новой марке на трёх языках: английском, французском и немецком. Информация, сопровождаемая цветными иллюстрациями, выходит 15—20 раз в год. Кроме того, издаётся ежегодный специализированный каталог марок скандинавских стран «Фацит» и иллюстрированный прейскурант.
Шведские филателисты участвуют в различных национальных и международных выставках. Так, с 3 апреля по 3 мая 1970 года в Стокгольмском почтовом музее была проведена филателистическая выставка в ознаменование 100-летия со дня рождения В. И. Ленина. В почтовом отделении музея было организовано специальное гашение коммеморативным почтовым штемпелем, в основу которого был положен рисунок траурной ленинской марки СССР 1924 года. Штемпель имел переводную календарную дату и применялся 3—5, 11, 12, 18, 19, 22, 25, 26 апреля, 2 и 3 мая. Гашение производилось мастикой чёрного цвета.